# Golo et Ritchie
Pour plus de détails, voir Fiche technique et Distribution.
Golo et Ritchie est un film français co-réalisé par Martin Fougerol et Ahmed Hamidi sorti en 2024.

## Fiche technique
Sauf indication contraire, les informations mentionnées dans cette section peuvent être confirmées par la base de données cinématographiques IMDb,  présente dans la section « Liens externes ».
- Titre original et français : Golo et Ritchie
- Titre québécois : Golo et Ritchie
- Réalisation : Martin Fougerol et Ahmed Hamidi
- Scénario : Martin Fougerol et Ahmed Hamidi
- Sociétés de production : Chi-Fou-Mi Productions, Apollo Films
- Pays de production : France
- Langue originale : français
- Format : couleur
- Genre : comédie
- Durée : 74 minutes
- Dates de sortie[2] :
  - France et Belgique : 14 août 2024
- Classification :
  - France : tous publics

## Distribution
- Golo : lui-même
- Ritchie : lui-même
- Booba : lui-même

## Accueil et box-office

### Box-office
En trois jours d’exploitation, le film réalise 50 000 entrées. C’est le meilleur démarrage pour un film-documentaire depuis 2016.
| Pays ou région | Box-office      | Date d'arrêt du box-office | Nombre de semaines |
| -------------- | --------------- | -------------------------- | ------------------ |
| France         | 229 697 entrées | en cours                   | -                  |
| Total mondial  |                 | en cours                   | -                  |